# Parakiefferiella wardorum
Parakiefferiella wardorum är en tvåvingeart som beskrevs av Wiedenbrug och Andersen 2002. Parakiefferiella wardorum ingår i släktet Parakiefferiella och familjen fjädermyggor. Inga underarter finns listade i Catalogue of Life.